# Фернандес, Флорес Венсеслао
 Венсеслао Фернандес Флорес  (исп. Wenceslao Fernández Flórez; 11 февраля 1885, Ла-Корунья — 29 апреля 1964, Мадрид) — испанский писатель, отразивший послевоенный скептицизм и разочарование буржуазии.
В своих юмористических фельетонах, новеллах и романах Фернандес затрагивал самые разнообразные стороны испанской общественной жизни, то иронизируя над ними, то давая их карикатурное изображение, но никогда не подымаясь до серьёзной критики основ буржуазного общества. В попытке широкого обобщения (Las siete columnas, 2 ed., 1926) морального кризиса буржуазии он подвергал иронической критике милитаризм и шовинизм, но в то же время выступал против коммунистических идей. В некоторых произведениях Фернандеса сказывается сильное влияние фрейдизма (напр. в «Нечестивом рассказе» — Relato inmoral, 1927, и др.). К лучшим книгам, кроме названных, следует отнести: «Вольворета» (Volvoreta, 1917), «Очки дьявола» (Las gafas del Diablo, 1918), «Тайна синей бороды» (El secreto de Barba Azul, 1923). 
В гражданской войне он стоял на стороне народного фронта, но активно ничем себя не проявлял.

## Труды
- La tristeza de la paz (1910)
- La procesión de los días (1914)
- Luz de luna (1915)
- Acotaciones de un oyente (Crónicas parlamentarias, 1916)
- Volvoreta (1917)
- Las gafas del diablo (1918)
- Ha entrado un ladrón (1922)
- Tragedias de la vida vulgar (1922)
- El secreto de Barba Azul (1923)
- Visiones de neurastenia (1924)
- Unos pasos de mujer (1924)
- Las siete columnas (1926)
- Relato inmoral (1927)
- El hombre que se quiso matar (1929)
- Fantasmas artificiales (1930)
- Los que no fuimos a la guerra (1930)
- El malvado Carabel (1931)
- El hombre que compró un automóvil (1932)
- Aventuras del caballero Rogelio de Amaral (1933)
- Una isla en el Mar Rojo (1938)
- La novela número 13 (1941)
- El bosque animado (1943)
- El toro, el torero y el gato (1946)
- El sistema Pelegrín (1949)
- Fuegos artificiales (1954)
- De portería en portería (1957)